# 収監
収監（しゅうかん、imprisonment）とは、一般に被疑者、被告人、または刑確定者を刑事施設に収容することをいう。現在の正式な法律用語としては「収容」である。

## 被疑者・被告人に対する収監（収容）
被疑者、被告人に対して執行される収容には、
- 勾留の執行停止の期間満了
- 保釈の取り消し

等の場合がある。

## 死刑・自由刑の言い渡しによる収監（収容）
死刑または自由刑の言い渡し、または自由刑の執行猶予の取消により収容状が発せられ収容状によって収容される。原則として執行のために刑確定者を呼び出した上で収容状を発することを要するが、かかる者が逃亡または逃亡のおそれがある場合には直ちに収容状が発せられる。

## 令状主義の例外
身体拘束には原則として令状主義（憲法33条）の要請により裁判所の発する令状が必要である。しかし収容の場合、確定判決による刑確定者に対して執行されるものなので、令状主義の例外として収容状の発付は、検察官（または警察官等の司法警察職員）が行う。